# Selepa rabdota
Selepa rabdota är en fjärilsart som beskrevs av George Francis Hampson 1891. Selepa rabdota ingår i släktet Selepa och familjen trågspinnare. Inga underarter finns listade i Catalogue of Life.